# 오지호 (화가)
오지호(吳之湖, 1906년 1월 18일 (1905년 음력 12월 24일) - 1982년 12월 25일)는 대한민국의 서양화가이다. 전라남도 화순 출생으로 본관은 동복(同福)이다.
일본 도쿄 미술학교 서양화과를 졸업하고, 10년간 개성 송도고등보통학교에서 교직을 지냈다. 1949년부터 조선대학 교수로 재직하였고, 1968년부터 다년간 대한민국미술전람회(국전) 심사위원을 역임하였다. 1973년 예술원 회원에 선임되어 그 후 원로 회원으로 활약하였다. 국민훈장 모란장·예술원상을 수상하고, 국전 운영위원에 추대되었다. 1974년 유럽 각지의 문화계를 시찰하고, 1980년 아프리카 미술계를 시찰하였다. 저서로는 《오지호 작품집》, 《현대 회화의 근본 문제》, 《미학 원론》 등이 있다.

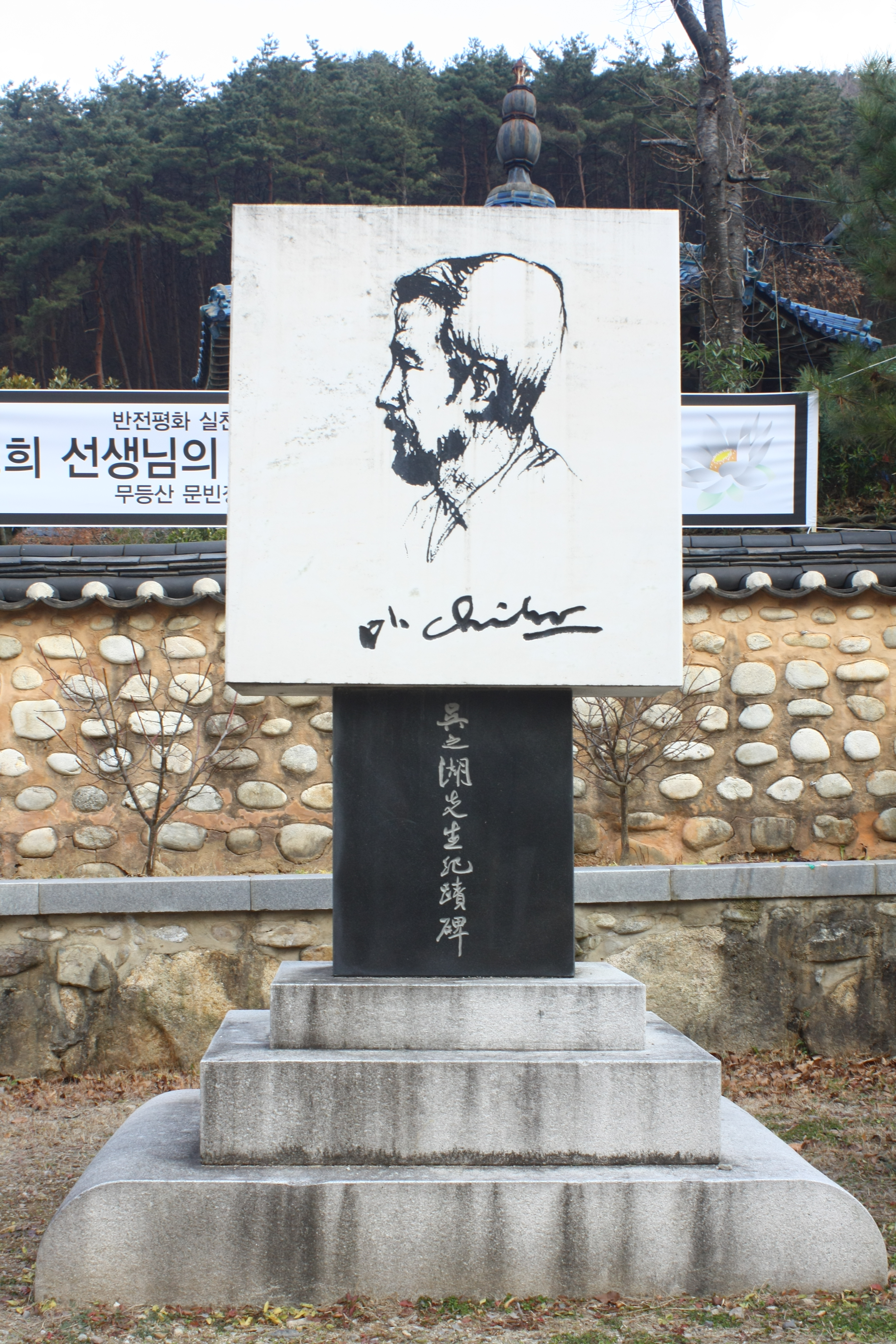
무등산에 있는 오지호 기적비(紀蹟碑)

## 가족 관계
- 장남 : 오승우(吳承雨, 1930년~ 2023년) - 화가
  - 손자 : 오병욱(吳秉郁, 1958년~ ) - 화가
  - 손자 : 오상욱(吳象郁, 1959년~ ) - 조각가
- 차남 : 오승윤(吳承潤, 1939년 ~ 2006년) -  화가
  - 손녀 : 오수경(吳秀景, 1970년~ ) - 화가[2]
  - 손자 : 오병희(吳秉喜, 1971년~ ) - 화가
  - 손자 : 오병재(吳秉宰, 1975년~ ) - 화가[3]

## 서훈
- 1973년 국민훈장 모란장(2등급)
- 2002년 금관문화훈장(1등급, 추서)

## 관련 문화재
- 오지호가 (광주광역시 기념물 제6호)

## 참고 자료
- 이 문서에는 다음커뮤니케이션(현 카카오)에서 GFDL 또는 CC-SA 라이선스로 배포한 글로벌 세계대백과사전의 내용을 기초로 작성된 글이 포함되어 있습니다.